# 뉴욕 경찰 박물관

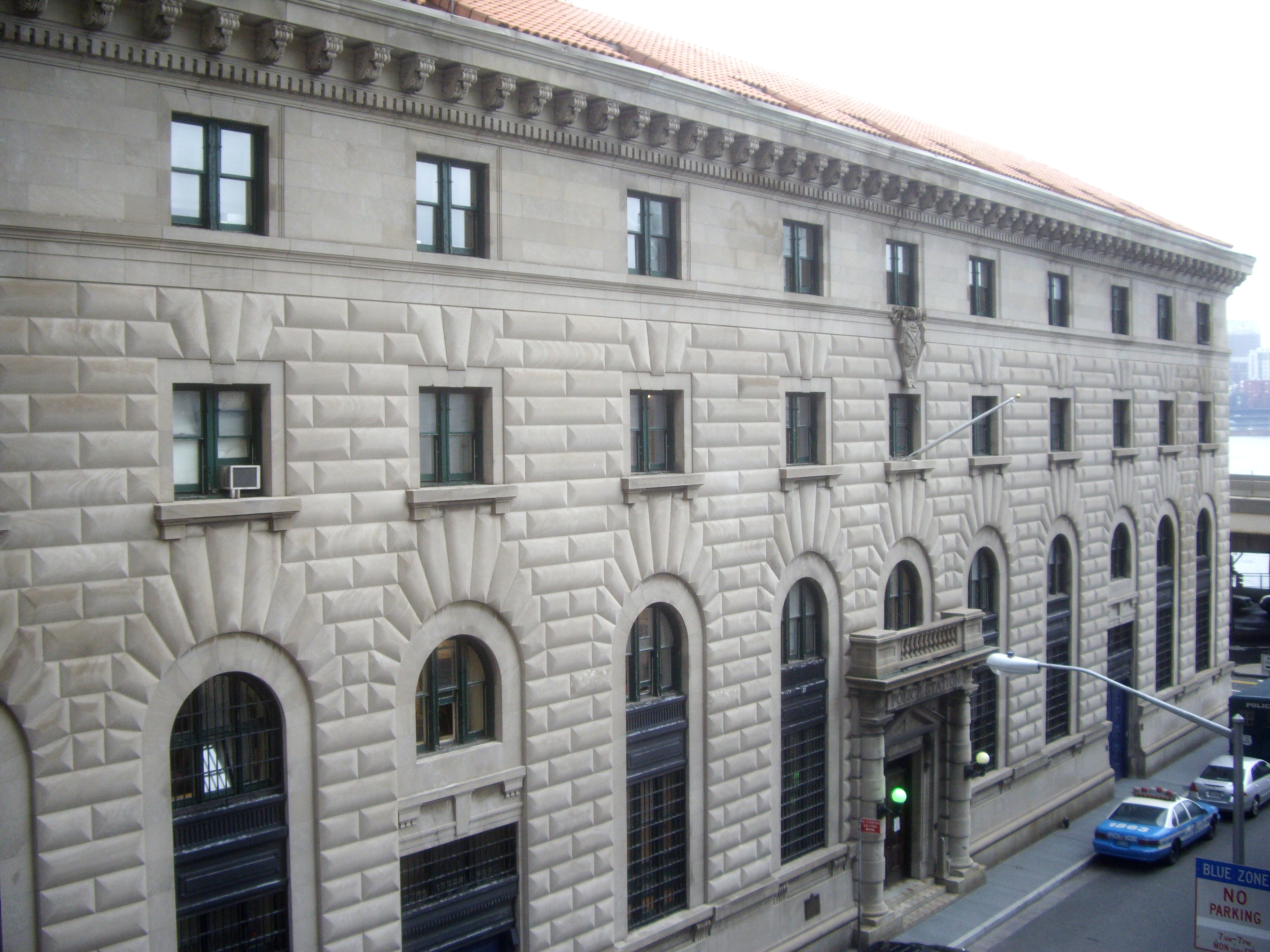
뉴욕 경찰 박물관

뉴욕 경찰 박물관(New York City Police Museum, NYCPM)은 로어맨해튼에 위치한 박물관이다. 뉴욕 경찰의 역사가 담겨 있다.

## 같이 보기
- 뉴욕 경찰국